# Nursing Outcomes Classification
De Nursing Outcomes Classification (NOC) is een classificatie van zorgresultaten. Hiermee kunnen verpleegkundigen en andere zorgverleners de toestand beoordelen en de voortgang volgen van patiënten, mantelzorgers, gezinnen of gemeenschappen. 

Een zorgresultaat maakt deel uit van het  verpleegkundig proces: diagnosen - resultaten - interventies.

## Geschiedenis
De Nursing Outcomes Classification is ontwikkeld in 1991 door de Universiteit van IOWA. De eerste Amerikaanse editie verscheen in 1997. In de vijfde, meest recente Amerikaanse editie staan 540 zorgresultaten. De laatste Nederlandse editie is uitgebracht in 2016. Deze is ook beschikbaar via een app.

## Taxonomie
De taxonomie van de verpleegkundige zorgresultaten telt drie niveaus. Op het hoogste, meest abstracte niveau worden zeven domeinen onderscheiden. Elk domein is onderverdeeld in klassen. Elke klasse bestaat uit een groep verwante resultaten die het derde niveau van de taxonomie vormen.
|           |           |           |                        |                                 |                           |                               |                                   |                                               |                                        |
| Domein    | Domein    | Domein    | Functionele gezondheid | Fysiologische gezondheid        | Psychosociale gezondheid  | Gezondheids-kennis en -gedrag | Gezondheids-beleving              | Gezondheid van familie en gezin               | Maatschappelijke gezondheidszorg       |
| Klasse 1  | Klasse 1  | Klasse 1  | Energiebeheersing      | Hart en longen                  | Psychologisch welbevinden | Gezondheidsgedrag             | Kwaliteit van leven en gezondheid | Functioneren van een mantelzorger             | Gezondheidsbewaking van de gemeenschap |
| Klasse 2  | Klasse 2  | Klasse 2  | Groei en ontwikkeling  | Spijsvertering en voeding       | Psychosociale aanpassing  | Gezondheidsopvattingen        | Tevredenheid over de zorg         | Gezondheidstoestand van familie- of gezinslid | Welzijn van de gemeenschap             |
| Klasse 3  | Klasse 3  | Klasse 3  | Mobiliteit             | Uitscheiding                    | Persoonlijke beheersing   | Gezondheidsmanagement         | Klachten en verschrijnselen       | Welzijn van familie en gezin                  |                                        |
| Klasse 4  | Klasse 4  | Klasse 4  | Persoonlijke zorg      | Vocht en elektrolyten           | Sociale interactie        | Kennis gezondheidsconditie    |                                   | Ouderschap                                    |                                        |
| Klasse 5  | Klasse 5  | Klasse 5  |                        | Immuunrespons                   |                           | Kennis gezondheidsbevordering |                                   |                                               |                                        |
| Klasse 6  | Klasse 6  | Klasse 6  |                        | Regulering van de stofwisseling |                           | Risicobeheersing              |                                   |                                               |                                        |
| Klasse 7  | Klasse 7  | Klasse 7  |                        | Neurocognitief                  |                           | Veiligheid                    |                                   |                                               |                                        |
| Klasse 8  | Klasse 8  | Klasse 8  |                        | Sensorische functies            |                           |                               |                                   |                                               |                                        |
| Klasse 9  | Klasse 9  | Klasse 9  |                        | Behandelrespons                 |                           |                               |                                   |                                               |                                        |
| Klasse 10 | Klasse 10 | Klasse 10 |                        | Weefselconditie                 |                           |                               |                                   |                                               |                                        |